# Spilosoma soror
Spilosoma soror là một loài bướm đêm thuộc phân họ Arctiinae, họ Erebidae.